# La mecánica de las mujeres
La mecánica de las mujeres ("La mécanique des femmes") es una película francesa del documentalista Jérôme de Missolz presentada en el año 2000, basada en el popular libro del mismo nombre del escritor Louis Calaferte, del género ficción drama erótico.

## Sinopsis
La película se inicia una noche cualquiera, cuando el protagonista (Rémi Martin) está en la cama del apartamento con su novia en París. Ella le comenta una historia en la que conoció una extraña y hermosa mujer (Christine Boisson) que deambula por las calles de la ciudad buscando un hombre, y le resulta inquietante.
El novio se obsesiona con la imagen de esa persona, por lo que trata de buscarla en diferentes encuentros sexuales con diversas mujeres, en las que se mezclan la fantasía y la realidad, escenas del pasado y del presente que lo mantienen atrapado a lo largo de toda la trama.
Una noche, en una fiesta, encuentra a la dama de sus fantasías, la misteriosa mujer de la que le hablaron.

## Temática
El filme explora las diversas manifestaciones de la sexualidad femenina a través de su protagonista masculino, en una variedad de encuentros amorosos con hermosas mujeres que logra conocer y conquistar.
La cinta muestra frecuentes escenas de desnudos y los personajes generalmente carecen de un nombre o de una identidad propia, en los que predominan los de género femenino.
Inspirado en el libro homónimo de Louis Calaferte publicado en 1992, esta película es una apuesta cinematográfica atrevida. A partir de las 400 escenas o anotaciones en representaciones muy variadas (monólogos, diálogos, cartas…) de dicho libro, Jérôme de Missolz y sus colaboradores (Pierre Hodgson y Ariane Pick) eligieron guardar sólo 80 para construir una película a la manera de una composición musical.
Una película sin una verdadera intriga central, que multiplica las rupturas del ritmo. Con determinación provocativa, destructiva, poética y lírica, el guion se libera de las normas habituales y nos propone una visión muy cruda de las mujeres.
El único personaje masculino realmente importante en el relato se construye a través de las mujeres que aparecen y desaparecen a su entorno, con un papel extraño, casi sin textos, donde una mirada, un gesto, el cuerpo, una postura consiguen hacer pasar un mensaje. 
La figura femenina parece una travesía obsesiva y enfermiza que entremezcla la realidad y la ficción, como una forma de proyectar la idealización de como debe ser una mujer de ensueño.
Por todas esas circunstancias, las actuaciones lucen algo vacías, superficiales y rígidas, sin mayor sentimiento humano que el de tener relaciones ocasionales de carácter sexual.

## Crítica y recepción
La mecánica de las mujeres tuvo cierto éxito en su estreno y proyección en Francia y resto de Europa, motivada por la expectación creada por la popularidad del libro de Calaferte, pero fue recibida con comentarios divididos.
Mientras tanto, la película generó alguna polémica y controversia en su premier en Norteamérica, en el World Film Festival de Montreal, Canadá en 2000. 
En otros países del continente americano apenas se llegó a proyectar, sin mayores consecuencias, aunque predominaron las posiciones negativas.
Los sectores más conservadores han calificado al film de misógino, que atenta a la dignidad de la mujer al presentarla de una forma unidimensional, como un objeto sexual sin mayores actitudes racionales o afectivas.
Según estas críticas, la mujer ideal que presenta la película es la que se deja llevar por los impulsos de los hombres, sin mayor preocupación por su propia sexualidad.